# Phacus spiralis
Phacus spiralis is een soort in de taxonomische indeling van de Euglenozoa. Deze micro-organismen zijn eencellig en meestal rond de 15-40 mm groot. Het organisme komt uit het geslacht Phacus en behoort tot de familie Phacaceae. Phacus spiralis werd in 1943 ontdekt door Allegre & T.L. Jahn.